# ألفارو تيخيرو
| سنوات5 = 2019- | = إيبار
ألفارو تيخيرو ساكريستان (بالإسبانية: Álvaro Tejero Sacristán) هو لاعب كرة قدم إسباني في مركز الظهير ولد في يوم 20 يوليو 1996 في مدريد، يلعب حالياً مع نادي ألباسيتي كمعار من ريال مدريد، يبلغ طوله 172 سم.

## روابط خارجية
- ألفارو تيخيرو على موقع الاتحاد الأوربي (الإنجليزية)
- ألفارو تيخيرو على موقع قاعدة بيانات كرة القدم.إي يو (الإنجليزية)
- ألفارو تيخيرو على موقع Soccerway.com (الإنجليزية)
- ألفارو تيخيرو على موقع عالم كرة القدم.نت (الإنجليزية)
- ألفارو تيخيرو على موقع AS.com (الإسبانية)